# Bruno Freyssinet
 (décembre 2020).
Bruno Freyssinet est un metteur en scène français. Il assure la direction des projets artistiques de la compagnie la Transplanisphère. Depuis 2009, il développe des projets qui interrogent des grands thèmes citoyens par le théâtre, notamment au travers de coopérations internationales soutenues par l'Union européenne. Il enseigne également dans les disciplines du spectacle et du montage de projets européens (prix Sciences Po du patrimoine Européen).

## Biographie
Bruno Freyssinet a été formé à l'École nationale supérieure des arts et techniques du théâtre (ENSATT) et à la Fondation européenne pour les métiers de l'image et du son (Femis). Après la participation à divers projets de troupes, il crée la compagnie  La Transplanisphère en 1997 pour conduire une première expérience de spectacle pluridisciplinaire : Les 24 Heures du Monde. Il écrit les textes, conçoit les images et cosigne les musiques avec Gildas Milin. Le spectacle propose un voyage d'anticipation, écho futuriste du Tour du Monde en 80 jours de Jules Verne. 30 représentations ont lieu au Planétarium du Palais de la découverte (Paris), puis à l'Institut d'astrophysique de Paris. Le projet est lauréat de la Fondation 3 Suisses, et coproduit par la Fondation 93 - Atelier des Sciences. 
Après diverses collaborations, notamment avec Gildas Milin (Le premier et le Dernier), TGP St Denis et tournée, 2000) et Philippe Rousseau (Vie et Mort de Pier Paolo Pasolini, rôle de Pasolini, Théâtre national de Bordeaux en Aquitaine, Bordeaux, 2001), il revient à la mise en scène en 2002 avec Les Cauchemars de L.. Le spectacle proposait le parcours de trois femmes qui interrogent et exposent la violence de leur intimité grâce à la caméra. La pièce a tout d’abord été présentée sous forme de maquette au Théâtre du Campagnol-CDN (Arcueil) puis créée lors des festivals Attitude 18 au Lavoir moderne parisien (Paris), festival Acteurs/Acteurs (Tours) et festival Onze (Paris). Un court-métrage expérimental a été tiré du spectacle : Extimités (10 min, DV), sélectionné au Festival nouvelle génération de Lyon (2003)[réf. nécessaire]. 
Troisième spectacle de Bruno Freyssinet : Quand la main lâche est le fruit d’une commande à l’auteur Bernard Souviraa. La pièce retrace l’expérience d’une journaliste qui prépare un documentaire sur une jeune mère infanticide. Elle veut rendre spectaculaire le portrait de cette femme dont le crime abominable disloque nos schémas de société. En 2004, le projet a bénéficié de deux résidences de création au Centre d’art et d’essai de Mont St Aignan (SN Petit Quevilly) et au Plessis Théâtre (Tours). Il a reçu l’aide à la création de Arcadi (Région Ile-de-France) pour la première série de représentations en janvier/février 2005 au Festival Acteurs Acteurs (Tours), au Studio Pathé Albatros (Montreuil) et à Kiron Espace (Paris). Il a été repris ensuite en juin 2005 lors du Festival Onze (Paris). Le texte est publié aux éditions Quartett.
Parallèlement, Bruno Freyssinet a réalisé divers courts métrages. Il a tourné Grand Arbre, avec Alain Rimoux. Il a participé aux « Lutins du Court-Métrage » (les César du court) en assurant la direction artistique de la manifestation et la mise en scène de la cérémonie à l’Hôtel de Sully, (Paris) de 2001 à 2003.

## Théâtre, Europe et politique
Toujours avec la compagnie La Transplanisphère, Bruno Freyssinet mène depuis 2009 un projet artistique qui vise l'appropriation d'enjeux politiques contemporains. Cette démarche s'est d'abord traduite par la création de spectacles et évolue actuellement vers la direction artistique de projets internationaux hybrides. 
Avec la création de Stuff Happens du dramaturge anglais David Hare, co-mis en scène avec William Nadylam, il travaille sur la période du 11 septembre 2001 à l’Irak sous l'angle des relations entre les dirigeants occidentaux.  En mai-juin 2009, la pièce est représentée au CDN de Nanterre-Amandiers. Elle est en tournée en 2010 (TNP Villeurbanne…). La pièce est largement saluée par la presse ,,, et la télévision ,,. Le projet bénéficie de la coproduction de deux théâtres nationaux, du Ministère de la Culture, du Centre national de la cinématographie. Il a aussi fait l'objet d'une captation pour France 2. En amont et en aval des représentations, Bruno Freyssinet anime 15 ateliers et stages menés dans 7 établissements scolaires de la région parisienne ainsi qu'au théâtre Nanterre-Amandiers, pour des publics collégiens, lycéens et adultes. Il mene une expérience originale avec l'Institut d'Études Politiques (IEP - Sciences Po Paris). D'autres actions ont lieu en 2009-2010 à Nanterre-Amandiers et au TNP Villeurbanne. En particulier, une rencontre de jeunes européens à Nanterre pour débattre puis créer un spectacle sur l'avenir de la diplomatie européenne (What Diplomacy For Europe?"), avec le soutien du Ministère de l'Éducation Nationale.
En 2011, Bruno Freyssinet développe son premier projet de coopération avec le soutien de la Commission Européenne, Agence EACEA, et du Programme Culture.   
Rec>ON s'inscrit dans une coopération européenne entre des artistes et structures de Turquie, Arménie, Allemagne et France sur le thème de la Réconciliation. Ce projet se déroule de janvier 2011 à juin 2012 dans les 4 pays partenaires.  Il donne notamment naissance à la pièce Les Descendants, texte de Sedef Ecer, mise en scène Bruno Freyssinet, collaboration artistique Serge Avédikian. Une première session de création a lieu en octobre 2011 au théâtre Hamazgayin de Erevan (Arménie). Les représentations du spectacle se déroulent en mai 2012 à Paris,,,, (Théâtre de l'Aquarium-Cartoucherie), puis à Berlin (Theater Aufbau Kreuzberg).
Le projet World Crisis Theatre interroge la crise financière et ses conséquences politiques et sociales en Europe, dans le contexte de la crise économique et la crise de la dette.  Un premier volet de ce projet prend la forme d'une rencontre européenne entre 30 jeunes venus de Istanbul, Berlin, Londres et Paris. Une semaine d'atelier se déroule ainsi à Nanterre (Théâtre Nanterre-Amandiers, Agora), ainsi qu'à Sciences Po Paris. Projet financé avec l'aide du Programme Youth In Action de l'UE.
Ensuite, Bruno Freyssinet développe World Crisis Theatre avec des partenaires issus de 6 autres pays d'Europe (Grèce, Italie, Portugal, Allemagne, Suède, Islande). Le principe est de recréer la pièce The Power of Yes de David Hare avec une troupe professionnelle de jeunes comédiens venus des 7 pays. Cette production s'inscrit sous la forme d'un atelier d'écriture européen associant des experts des 7 pays pour écrire la réponse à The Power of Yes, ou comment l'Europe vit les bouleversements sociaux et politiques depuis la crise de la finance de 2008. Le projet permet notamment la rencontre de 60 jeunes et artistes européens en Grèce (juillet 2013) pour écrire ensemble cette réponse après avoir mené une enquête dans leurs pays d'origine. La rencontre porte le nom de Sifnos Crisis. Elle est suivie d'un week end événement de représentations au Festival d'Epidaure en août 2013. Ensuite, Bruno Freyssinet écrit The European Crisis Games, pièce documentaire s'inspirant de l'expérience d'ensemble, qui sera créé en Suède à Teatermakinen en mars 2014, puis en tournée en Allemagne (Berlin), France (Paris), Italie (Rome) et au Portugal (Evra). 
Bruno Freyssinet mène One Land Many Faces, un nouveau projet de coopération européenne sur les questions liées à l'identité européenne dans le contexte de pays européens en crise identitaire (Espagne, Grande-Bretagne, Belgique, Allemagne, Hongrie, France). Le projet propose une étape de commande d'auteurs adressée à Jean Bofane (Belgique), Dan Friedman (États-Unis), Kwang-lim Kim (Corée du Sud), Borbála Sebők (Hongrie) et Andreas Wrosch (Allemagne). Michael Wolteche (Belgique) était le directeur musical associé du projet. La création s'est déroulée en janvier 2015 au Carreau du Temple et le projet a ensuite tourné en septembre dans les 5 autres pays du partenariat: Espagne, Belgique, Allemagne, Hongrie et Pays de Galles.
Ce projet a inclus dans son partenariat initial le nouveau bureau de coopération de l’Institut français. Il s’agissait de la première coopération signée par cette entité qui habituellement aide surtout à la diffusion.
Bruno Freyssinet collabore à la conception et la direction artistique de Hotel Obscura, un projet australien de coopération avec la Grèce, l’Autriche et la France. Il questionne la place de l’hôtel dans l’espace public et les fantasmes qu’il véhicule. Pour ce projet, il fait fonction de pédagogue (notamment lors d’un chantier européen à la FAI-AR Formation Supérieure pour l’Art dans l’Espace Public / Marseille) et de curateur. Il co conçoit la version française d'Hotel Obscura en collaboration avec le GK Collective et La Folie Kilomètre à l'Hôtel Best Western de Tours, dans le cadre d'une résidence au Polau (Pole des Arts Urbains).
En 2019, il met en scène le spectacle anniversaire des 150 ans du Raincy.